# Ephialtes brischkei
Ephialtes brischkei är en stekelart som beskrevs av Dalla Torre 1901. Ephialtes brischkei ingår i släktet Ephialtes och familjen brokparasitsteklar. Inga underarter finns listade i Catalogue of Life.